# Integrált áramkör

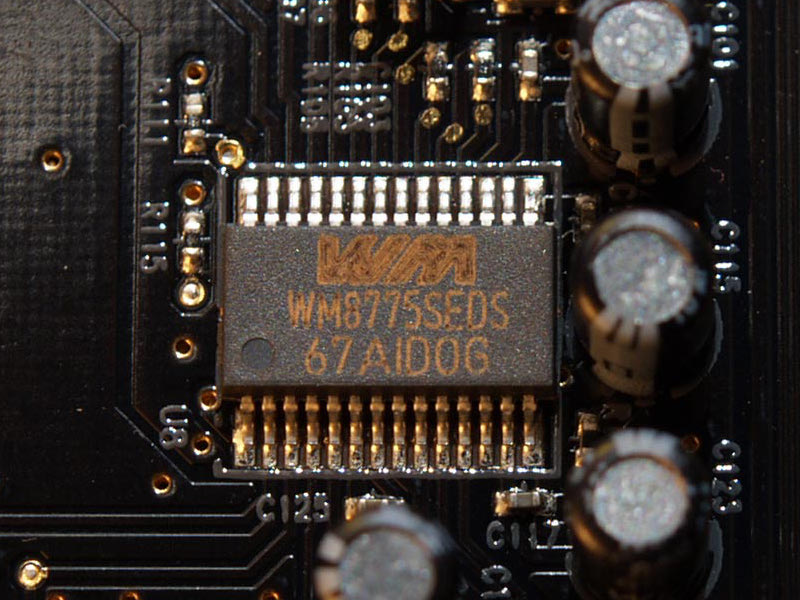
Multiplexelt 4 sztereó csatornás analóg-digitális átalakító IC

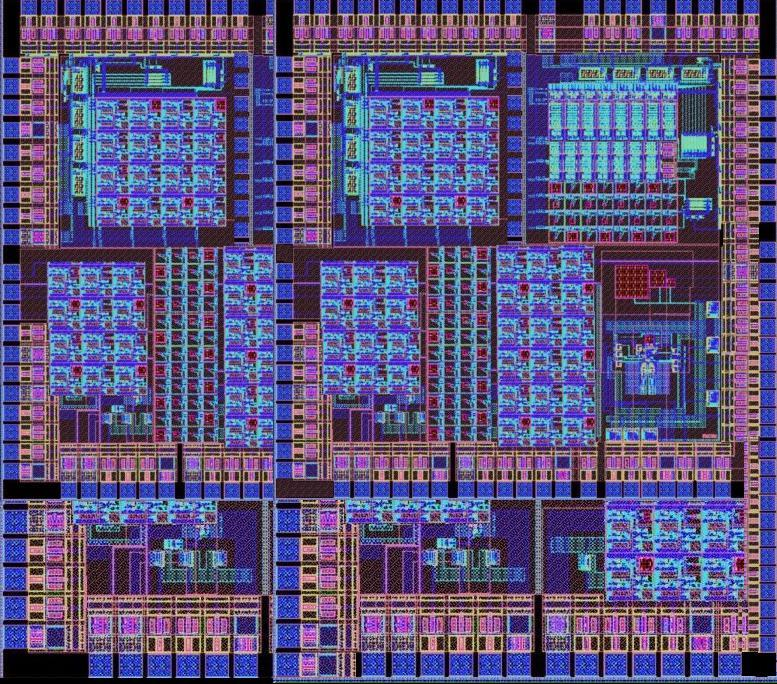
Integrált áramkör nagyított belső képe

Az integrált áramkör (röviden IC, az angol integrated circuit rövidítéséből) félvezető lapkán (esetleg lapkákon) kialakított nagyon kis méretű áramkör. Tipikus alkatrésze az integrált tranzisztor. Ebbe a kategóriába sorolhatóak a többcsipes modulok is (multichip module), melyek egyetlen tokban több csipet is tartalmazó áramkörök.

## Története
Az első integrált áramkört Jack Kilby, a Texas Instruments mérnöke készítette 1958-ban.

## Előnyei
Egy integrált formában megvalósított áramkör előnyei egy azonos funkciót megvalósító hagyományos áramkörrel szemben:
- Nagyobb megbízhatóság
- Kompakt kivitel, nagy funkciósűrűség kis helyen
- Nagyobb sebesség
- Kisebb fogyasztás
- Gazdaságosabb tömeggyártás

## Technológia
A félvezető lapkák alapanyaga legtöbbször szilícium, de használnak más félvezetőt (germániumot), ezek keverékét, mint például a szilícium-germánium, SiGe („feszített szilíciumrács”, angolul: strained silicon) és félvezető tulajdonságú vegyületeket is (vegyület félvezetők). Gyakran alkalmazott vegyületfélvezető a gallium-arzenid (GaAs), alumínium-gallium-arzenid (AlGaAs) és az indium-foszfid (InP). A mai napig a szilícium a legelterjedtebb, mivel tömegtermékek esetén ez a legolcsóbb technológia. A vegyület-félvezetőket speciális alkalmazásokban használják, mint például nagyfrekvenciás áramkörök.
Az integrált áramkörök napjainkban planár, azaz réteges technológiával készülnek. Tipikus technológiai lépések a rétegleválasztás, fotolitográfia, maratás, a diffúzió és az ionimplantáció.
Az integrált áramkör tipikus alkatrésze a tranzisztor. A hagyományos passzív elemek, mint az ellenállás, a kondenzátor és a tekercs a tranzisztor méretéhez képest jóval nagyobb helyet foglalnak el, emiatt ezeket ritkán integrálják, inkább a lapkán kívül kerül az áramkörbe. Bizonyos megszorítások mellett az ellenállás és kondenzátor funkciója kiváltható tranzisztorokkal a logikai áramkörökben, így a lapkán ilyenkor csak tranzisztorok találhatók.

## Alkotóelemek
- Ellenállásokat főként poliszilícium vezetékből (esetleg más ellenállás anyag vezetékéből), illetve diffúzióval állítják elő. A diffúziós ellenállás négyzetes ellenállása általában nagyobb, mint a poliszilíciumból készült társaié. Az ellenállás értéke növelhető ha az ellenállást „megnyomjuk”. A diffúzióval előállított ellenállások határfrekvenciája alacsonyabb a rétegellenállásokénál.
- A kondenzátorokat két nagy felületű vezető réteg alkotja. Ez lehet fém-fém, poli-fém esetleg MOS kapacitás.
- Tekercseket egy vezeték spirál alakú elrendezésével alakítják ki. Ha lehetőség van rá elkerülik az alkalmazását, mert a jósága kicsi, valamint nagyon nagy felületet foglal. Sokszor egyetlen tekercs nagyobb helyet foglal el, mint az áramkör összes többi része. Csupán nagyfrekvenciás áramkörökben alkalmazható (kb. GHz-es tartományban). Alacsonyabb frekvenciákon girátor segítségével lehet létrehozni induktivitást. (kb. MHz-es tartományig)

## Logikai áramkörök

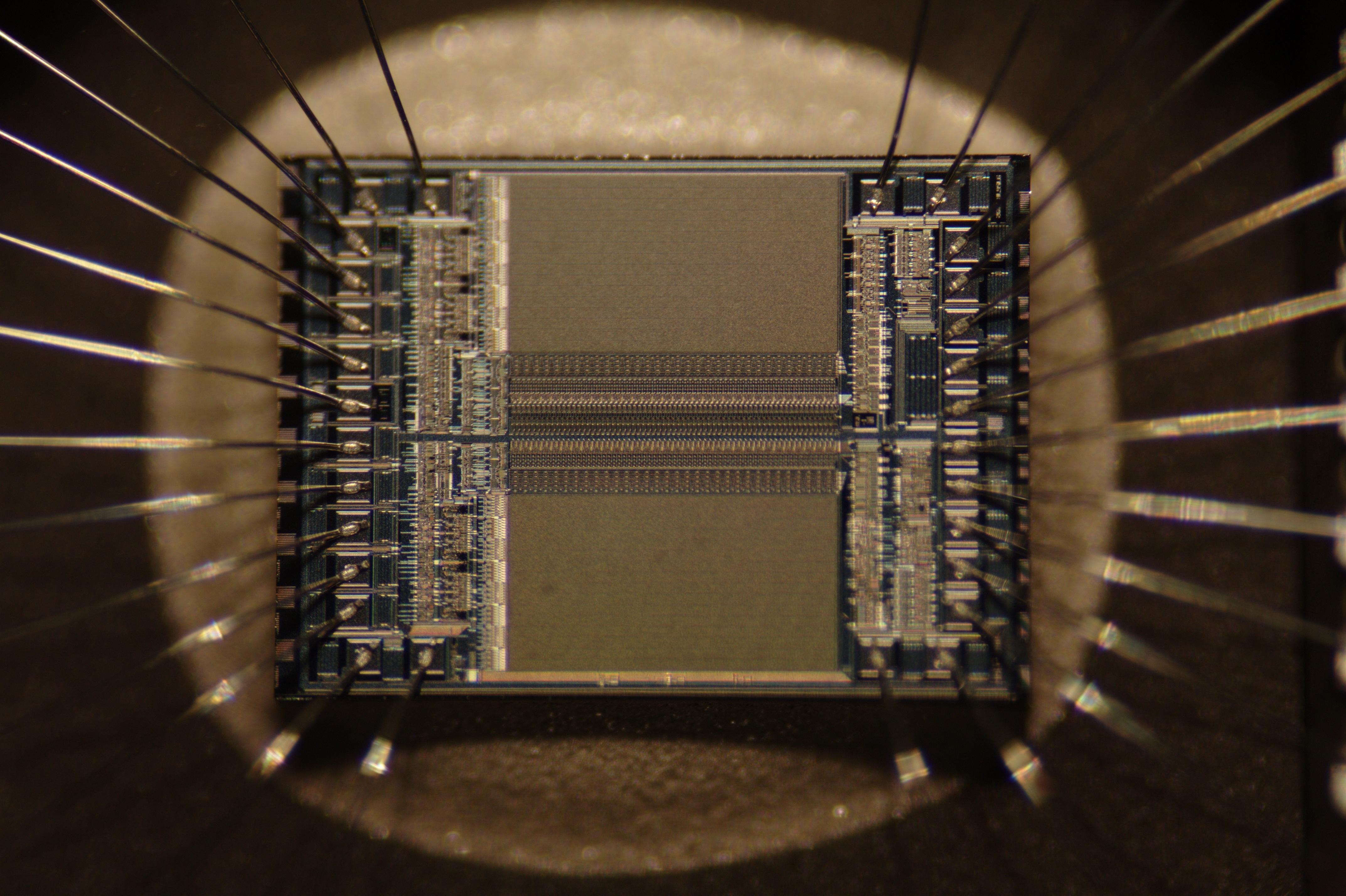
EPROM belső magja a memóriablokkokkal, vezérlő áramkörrel, és a tokozás lábához vezető vezetékekkel. A mag és a vezetékek védelmére a tokozás gyantával van feltöltve

Jelenleg az integrált áramköri piacot a digitális (logikai) áramkörök túlsúlya jellemzi. Ennek alapvető oka, hogy sok feladat kényelmesebben megoldható digitális formában. Analóg jelek esetén a jeleket legtöbbször amint lehet digitalizálják, digitálisan feldolgozzák, majd visszaalakítják analóg jellé. Ennek oka, hogy digitális formában az információveszteség detektálható, illetve könnyebben elkerülhető, mivel a folytonos analóg jelszintből csupán azt kell eldönteni, hogy az egy adott referenciánál alacsonyabb, vagy magasabb. Ezáltal a kis erősségű zavarok szinte teljesen kiküszöbölhetőek.
A technológia fejlődése mindig kisebb tranzisztorok előállítását tette lehetővé. Így több tranzisztor vált integrálhatóvá egyetlen áramkörbe. Ez a komplexitás növekedés több mint 40 éve őrzi exponenciális jellegét (lásd Moore-törvény). Így a történelem folyamán egyre nagyobb bonyolultságú áramkörök kerültek piacra. Az áramköröket bonyolultságuk alapján is szokás osztályozni, bár ez inkább fejlődési történeti ok.
- SSI (Small-Scale Integration): kisebb integráltságú elemek; egy-egy részfeladatra készülnek. Leggyakoribb képviselője: logikai kapuk.
- MSI (Medium-Scale Integration): közepes integráltságú elemek; bonyolultabb feladatok megoldására készültek. Például léptető regiszter, multiplexer.
- LSI (Large-Scale Integration): nagy integráltságú elemek; komplex feladatok ellátására készültek; például szorzók.
- VLSI (Very-large-scale integration): nagyon nagy integráltságú elemek; Jellemzőjük, hogy univerzálisan alkalmazhatóra tervezték őket, azaz nem egyetlen részfeladat elvégzésére. Tipikus képviselője a mikroprocesszor.

## Méretcsökkenés
Az exponenciálisan fejlődő kicsinyítés legfontosabb mozgatórugója az a felismerés volt, hogy az elemek méretének a csökkenésével nő az integrált áramkörök sebessége, az integrált formában megvalósított áramkörök megbízhatósága nőtt és az integrálható alkatrészek számának növekedése lehetővé tette az egyre komplexebb funkciók megvalósítását. Napjainkban a legfejlettebb processzorok több milliárd tranzisztort tartalmaznak.
Ma már a MOS tranzisztorok kicsinyítése fizikai határokat ért el. Belátható időn belül, egy-két évtized után nem folytatható tovább a MOS tranzisztorok kicsinyítése.

## Fajták
- Monolit:
  - Bipoláris:
    - p-n átmenetes szigetelés
    - dielektrikumos szigetelés
    - légréteges szigetelés

  - Unipoláris:
    - MOS
    - FET
- Hibrid:
  - Vékonyréteg
  - Vastagréteg